# Theodor Gebre Selassie
Theodor Gebre Selassie (* 24. prosince 1986 Třebíč) je bývalý český fotbalový obránce a reprezentant, naposledy působil v týmu Slovanu Liberec. Je typem moderního ofenzivního obránce s velkým fyzickým fondem, jenž dokáže rychle potáhnout akci po křídle k soupeřově brance. Od září 2023 je sportovním manažerem klubu FC Slovan Liberec.
Jeho otec pochází z Etiopie, matka je původem Češka. Jeho mladší sestra Anna Gebre Selassie (provdaná Anna Vodná) hraje házenou a je českou reprezentantkou.
Dne 4. června 2023 se rozhodl ukončit hráčskou kariéru.

## Klubová kariéra
S fotbalem začínal ve Velkém Meziříčí, odkud si ho vybrala do svého týmu Jihlava. Propracovával se rok co rok výše a už to vypadalo, že zapadne do prvního kádru Jihlavy. Byl však poslán na hostování zpět do Velkého Meziříčí. Po roce si ho ale vyžádal nazpátek trenér Bokša a zařadil ho do prvního týmu Jihlavy.
Na začátku ligové sezóny 2007/08 si ho pak do týmu vybrala pražská Slavia, se kterou podepsal čtyřletý kontrakt. V sezónách 2007/08 a 2008/09 získal se Slavií mistrovské tituly. Od podzimu 2008 pak hostoval v Liberci. V létě 2009 na něj uplatnil Liberec opci a Gebre Selassie se stal jeho hráčem. V dresu Liberce slavil český titul v sezóně 2011/12.

### Werder Brémy
Po úspěšné sezóně projevil přání odejít do zahraničí. V červnu 2012 přijal nabídku Werderu Brémy, klubu z německé fotbalové Bundesligy. Po podařeném vystoupení na Euru 2012 se mluvilo i o zájmu dalších klubů, mj. anglického Arsenalu. Kontrakt s Brémami podepsal na 4 roky do června 2016, přestupní částka byla odhadována na 2 miliony €.
Svůj debut v německé Bundeslize odehrál za tým Werderu 24. srpna 2012 v zápase proti obhájci titulu Borussii Dortmund. V 75. minutě zápasu vstřelil svůj první gól v novém angažmá, upravoval stav utkání na průběžných 1:1. Z pravé strany na něj poslal lehký centr Rakušan Marko Arnautović, jenž třebíčský rodák hlavou prodloužil ke vzdálenější tyči dortmundského brankáře Romana Weidenfellera. Na výhru to ale nestačilo, Werder Brémy prohrál v Dortmundu 1:2. 22. února 2013 byl na hřišti u debaklu 1:6 s domácím Bayernem Mnichov, v zápase si navíc vstřelil vlastní gól. Bayernu vstřelil gól 26. dubna 2014, Brémy tentokrát prohrály 2:5. 14. února 2015 vstřelil v bundesligovém zápase proti FC Augsburg vítězný gól a přispěl k výhře svého týmu 3:2.
V únoru 2015 prodloužil smlouvu s německým klubem o dva roky, předběžné datum konce kontraktu bylo stanoveno na červen 2018. 9. prosince 2017 Gebre Selassie vstřelil vítězný gól proti Borussii Dortmund a rozhodl tak utkání ve prospěch Brém poměrem 2:1.

## Reprezentační kariéra

### U21
Theodor Gebre Selassie má za sebou starty v reprezentaci do 21 let a stal se tak prvním fotbalistou tmavé pleti v českých reprezentačních výběrech a druhým černošským sportovním reprezentantem Česka vůbec (po basketbalistovi Maurici Whitfieldovi). Debutoval 21. srpna 2007 v přátelském utkání proti Skotsku ve Falkirku, kde nastoupil do druhého poločasu za stavu 1:0 pro domácí Skoty, zápas tímto výsledkem skončil. Poté hrál v kvalifikačním dvojutkání s Lichtenštejnskem 11. září 2007 (výhra ČR doma 8:0) a 14. října 2007 (výhra ČR venku 4:0). V domácím kvalifikačním zápase s Arménií 17. října 2007 odehrál 17 minut (výhra ČR 3:0). Proti Ukrajině 21. listopadu 2007 střídal až v samotném závěru v 89. minutě Františka Rajtorala, ČR vyhrála venku 2:0. Poslední zápas za „lvíčata“ odehrál proti témuž soupeři (Ukrajině) tentokrát v domácím prostředí 9. září 2008, naskočil do zápasu v 58. minutě za stavu 0:0, česká jedenadvacítka podlehla soupeři 0:1.
Celkem odehrál Theodor Gebre Selassie za český reprezentační tým do 21 let 6 utkání s bilancí 4 výhry a 2 prohry, gól nevstřelil.

### A-mužstvo

#### Kirin Cup 2011
Trenér české národního reprezentace Michal Bílek jej povolal do seniorského týmu v květnu 2011. Debutoval na turnaji Kirin Cup v Japonsku 4. června 2011 v zápase proti Peru. Utkání skončilo 0:0 a Gebre Selassie nastoupil do druhého poločasu a dostal jednu žlutou kartu.
Do druhého poločasu nastoupil Gebre Selassie také v utkání proti domácímu Japonsku 7. června 2011, i tento zápas skončil výsledkem 0:0 a protože bezbranková remíza se zrodila i v utkání Peru s Japonskem, došlo ke kuriózní situaci, kdy se všechny tři zúčastněné země staly vítězem turnaje.

#### 2011–2012
Po Kirin Cupu se pevně začlenil do národního týmu. 6. září 2011 nastoupil na 31 minut v domácím přátelském utkání proti Ukrajině (suverénní výhra ČR 4:0) a poté odehrál dvě kompletní utkání proti Španělsku (domácí prohra 0:2) a Litvě (výhra venku 4:1). Český tým postoupil se 13 body do baráže o Euro 2012, kde se ve dvou zápasech střetl s Černou Horou. Theo Gebre Selassie odehrál plný počet minut v obou zápasech (domácí výhra 2:0 a výhra 1:0 v odvetě v Černé Hoře).
29. února 2012 se hrálo v Dublinu přátelské utkání s Irskem, které skončilo remízou 1:1. Gebre Selassieho střídal v 67. minutě František Rajtoral. Poté už následovala příprava na evropský šampionát. 26. května se na soustředění v Rakousku utkal český tým s Izraelem (2:1 pro ČR) a Theodor do něj nastoupil ve druhém poločase. V posledním přípravném zápase před šampionátem 1. června 2012 nezabránil domácí porážce s Maďarskem 1:2, odehrál celý zápas v Generali Areně.

#### EURO 2012
Trenér Michal Bílek s ním počítal i pro mistrovství Evropy ve fotbale 2012 v Polsku a Ukrajině. Zde nastoupil ke všem 4 utkáním, které český tým na turnaji odehrál, ani jednou nestřídal. V základní skupině A to byly utkání ve Vratislavi postupně proti Rusku (prohra ČR 1:4), Řecku (výhra ČR 2:1) a Polsku (výhra ČR 1:0).
V zápase proti Řecku 12. června 2012 přihrával v 6. minutě z pravé strany před bránu Václavu Pilařovi, tomu se podařilo v pádu kolenem dopravit míč do sítě a zvýšit na průběžných 2:0.
21. června 2012 ve čtvrtfinále proti Portugalsku ve Varšavě nastupoval na kraji obrany proti Cristianu Ronaldovi, jenž se dlouho nemohl gólově prosadit. Nakonec se to Ronaldovi podařilo v 79. minutě a Portugalsko český tým vyřadilo skórem 1:0. Theo Gebre Selassie však odehrál evropský šampionát ve výborné formě.

#### 2012–2015
Po evropském šampionátu nastoupil v prvním přátelském utkání nového reprezentačního cyklu 15. srpna 2012 ve Lvově proti domácí Ukrajině (0:0) a 8. září v Kodani proti Dánsku (kvalifikační zápas o MS 2014 v Brazílii, opět 0:0). V dalším přátelském utkání v Teplicích proti Finsku 11. září nenastoupil (prohra 0:1). Objevil se v základní sestavě 12. října v kvalifikačním zápase proti Maltě a po centru Davida Limberského z levé strany hlavou skóroval do brány maltského brankáře Andrewa Hogga. Byl to jeho premiérový gól v A-mužstvu, zároveň protrhl čtyřzápasové střelecké trápení českého týmu bez vstřeleného gólu (mimo tří výše zmíněných zápasů ještě prohra 0:1 z evropského šampionátu s Portugalskem). Utkání skončilo výhrou ČR 3:1, v nastaveném čase chytil ještě Petr Čech přísně nařízený pokutový kop. 16. října 2012 nastoupil v Praze v kvalifikačním zápase s Bulharskem (0:0). 14. listopadu 2012 odehrál kompletní přátelský zápas se Slovenskem v Olomouci a hned ve 3. minutě poslal z pravé strany centrovaný míč do pokutového území soupeře, který hlavou dopravil do sítě jablonecký kanonýr David Lafata. Český národní tým vyhrál nad Slovenskem 3:0. 6. února 2013 nastoupil v přátelském utkání v Manise proti domácímu Turecku, Česká republika zvítězila 2:0. 22. března odehrál na Andrově stadionu v Olomouci kvalifikační zápas s Dánskem, český výběr podlehl soupeři 0:3.
V roce 2014 odehrál jediný zápas v národním dresu, v roce 2015 čtyři.

#### EURO 2016
Trenér Pavel Vrba jej zařadil do závěrečné 23členné nominace na EURO 2016 ve Francii. V základní skupině D odehrál jediný zápas: proti Španělsku (porážka 0:1). Český tým obsadil se ziskem jediného bodu poslední čtvrté místo skupiny.

### Reprezentační góly a zápasy
Góly Theodora Gebre Selassie v A-mužstvu české reprezentace
| 010                 | 12. 10. 2012 | Doosan Arena, Plzeň            | Malta      | 01:0 0(34.) | 3:1 | kvalifikace na MS 2014 |
| 020                 | 26. 03. 2017 | San Marino Stadium, Serravalle | San Marino | 00:4 0(26.) | 0:6 | kvalifikace na MS 2018 |
| 020                 | 10. 06. 2017 | Ullevaal Stadion, Oslo         | Norsko     | 00:1 0(36.) | 1:1 | kvalifikace na MS 2018 |
| Platí k 23. 3. 2019 |              |                                |            |             |     |                        |

| Rok    | Zápasy | Góly |
| ------ | ------ | ---- |
| 2007   | 5      | 0    |
| 2008   | 1      | 0    |
| Celkem | 6      | 0    |

| 2011                | 7  | 0 |
| 2012                | 12 | 1 |
| 2013                | 8  | 0 |
| 2014                | 1  | 0 |
| 2015                | 4  | 0 |
| 2016                | 7  | 0 |
| 2017                | 6  | 2 |
| 2018                | 7  | 0 |
| 2019                | 2  | 0 |
| Celkem              | 54 | 3 |
| Platí k 27. 3. 2019 |    |   |

## Úspěchy

### Klubové
SK Slavia Praha
- 2× vítěz 1. české ligy (2007/08, 2008/09)

FC Slovan Liberec
- 1× vítěz 1. české ligy (2011/12)

### Reprezentační
- 2× účast na ME (2012 – čtvrtfinále, 2016 – základní skupina)